# Гард Квале
Гар Квале, або Ґар Квале (норв. Gard Kvale, нар. 6 травня 1984) — норвезький плавець.
Учасник Олімпійських Ігор 2008 року.